# Houdain-lez-Bavay
Houdain-lez-Bavay är en kommun i departementet Nord i regionen Hauts-de-France i norra Frankrike. Kommunen ligger i kantonen Bavay som tillhör arrondissementet Avesnes-sur-Helpe. År 2022 hade Houdain-lez-Bavay 902 invånare.

## Befolkningsutveckling
Antalet invånare i kommunen Houdain-lez-Bavay
| Referens: INSEE |